# Gebhardsberg

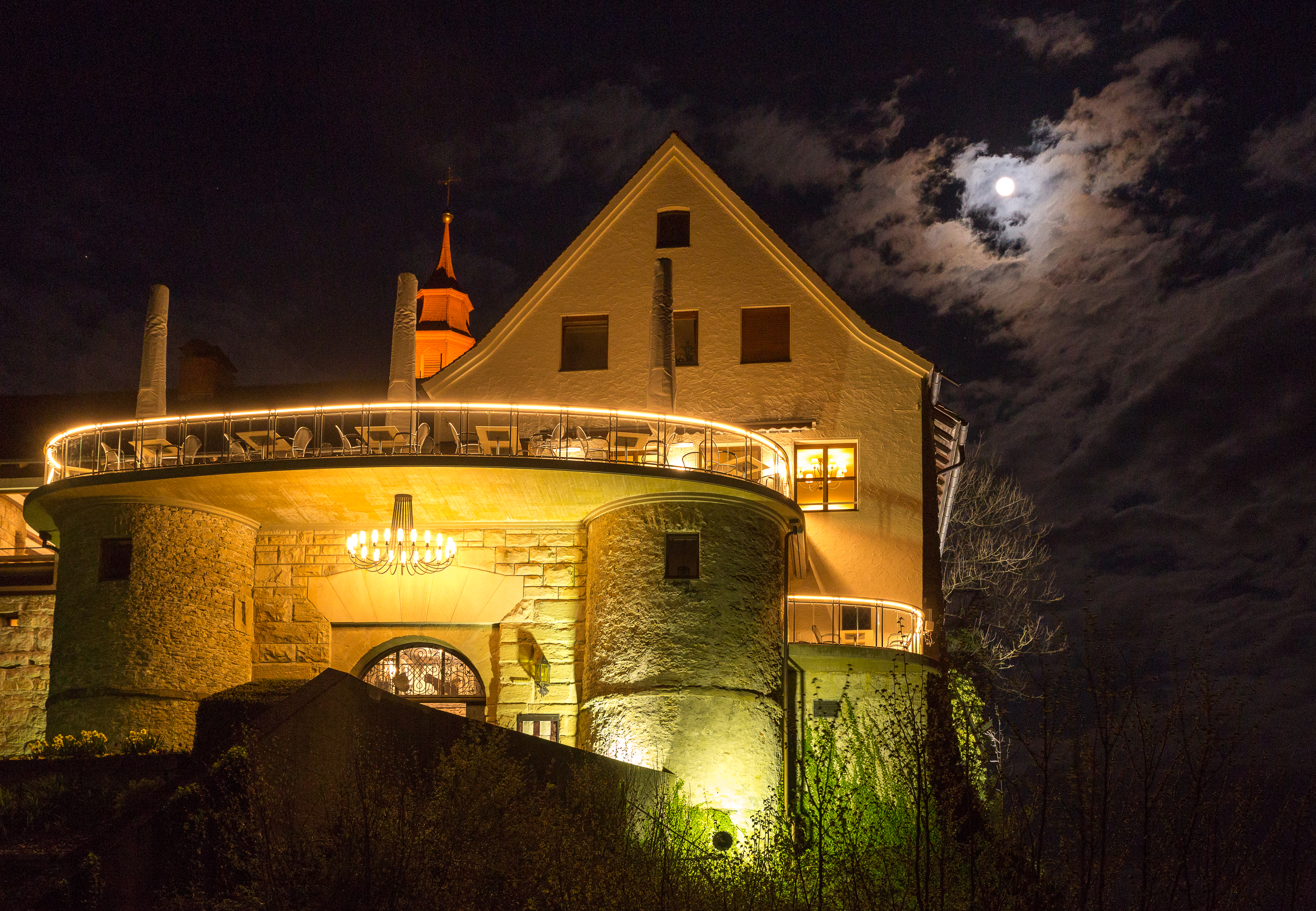
Gebhardsberg bei Nacht

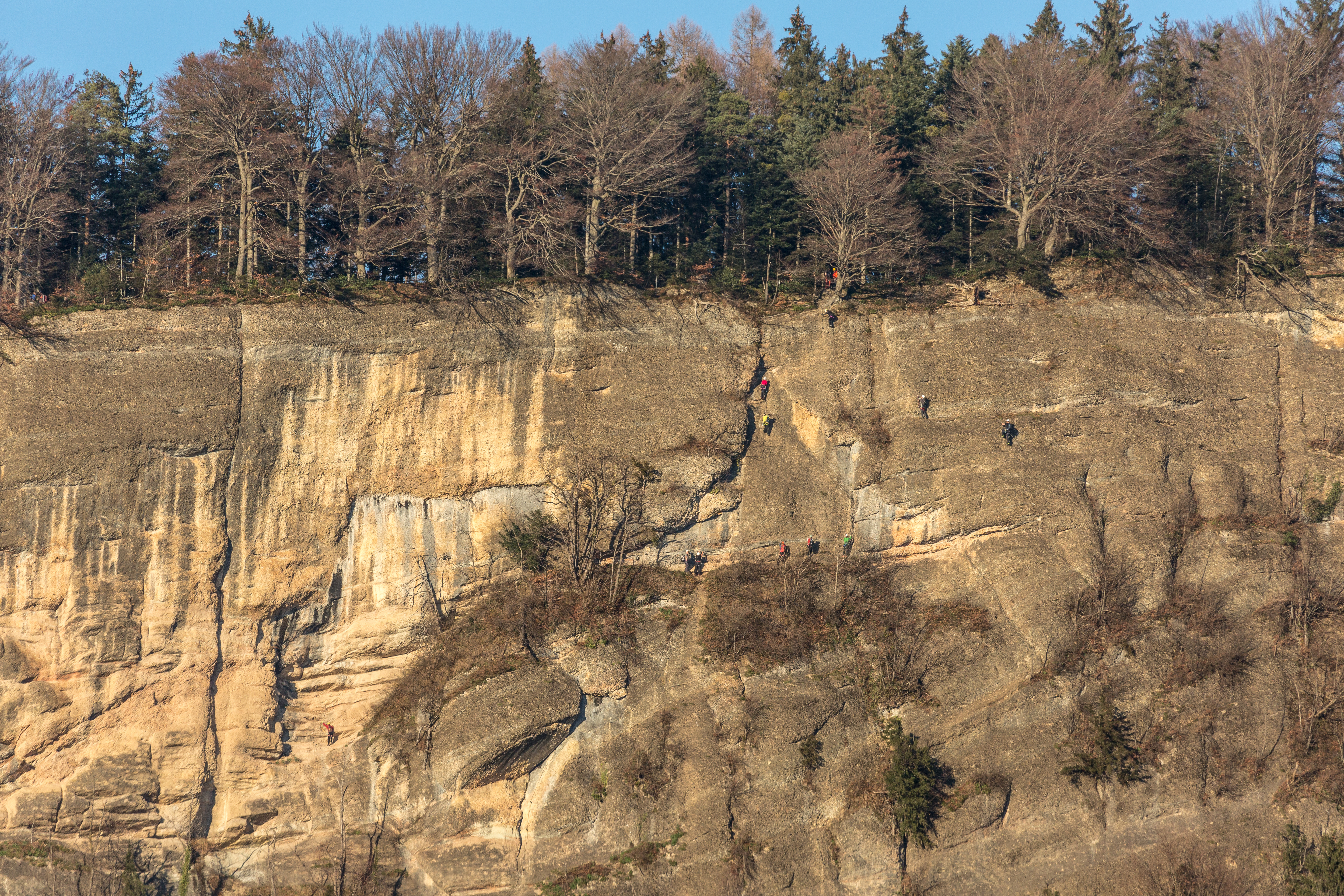
Klettersteige Gebhardsberg

Der Gebhardsberg oberhalb von Bregenz im österreichischen Bundesland Vorarlberg ist ein bis zu 598 m ü. A. hoher Bergsporn am Südwesthang des Pfänders. Er ist die südwestlichste Erhebung des Pfänderstocks. Der Aussichtsberg ist vor allem bei Spaziergängern und bei Wanderern auf dem Weg von Bregenz hinauf zum Pfänder beliebt. Das Känzele ist eine Felswand, die unter dem Gebhardsberg beginnt und dann langgezogen nach Osten zieht, sie ist seit den 1980er-Jahren als Klettergarten erschlossen.

## Geschichte
Auf dem Berg befinden sich die Burgruine der Burg Hohenbregenz, die Wallfahrtskapelle und das Burgrestaurant Gebhardsberg. Von der Burganlage sind nur die Ringmauer der Kernburg sowie Teile des Palas erhalten geblieben.
Der Abt von St. Gallen hat Bregenz im 11. Jahrhundert zerstört. Deswegen wurde 1097 mit dem Bau der Burg begonnen. Sie hatte ursprünglich keinen Turm. Der Eingang war bergseitig über einen Weiher. 1209 wird Hohenbregenz zum ersten Mal urkundlich erwähnt.
Im ehemaligen Palas der Burg wurde 1723 eine Wallfahrtskirche des heiligen Gebhard gebaut, der dem Berg seinen Namen gibt.

## Naturlehrpfad
Unterhalb der Burgruine beginnt der 1993 eingerichtete Naturlehrpfad. An der Abbruchkante zum Tal der Bregenzer Ach entlang führt der Weg über das Känzele hinauf Richtung Fluh und durch den „Buchwald“ zurück zum Ausgangspunkt.
An verschiedenen Stationen erhalten die Wanderer Informationen zur Biologie (Ebereschen, Föhren, Jahresringen, Linden, Schwarzerlen, Traubeneichen, Waldameisen), Geologie (Sandstein- und Konglomeratschichten) sowie der Geschichte des Gebhardsbergs.

## Sendeanlage
Auf dem Gebhardsberg befindet sich eine Sendeanlage für UKW-Rundfunk. Folgende Programme werden verbreitet:
- kronehit (91,5 MHz, 320 W)
- Proton (92,7 MHz, 50 W)
- Radio Austria (96,8 MHz, 63 W)[3]

## Ausblicke

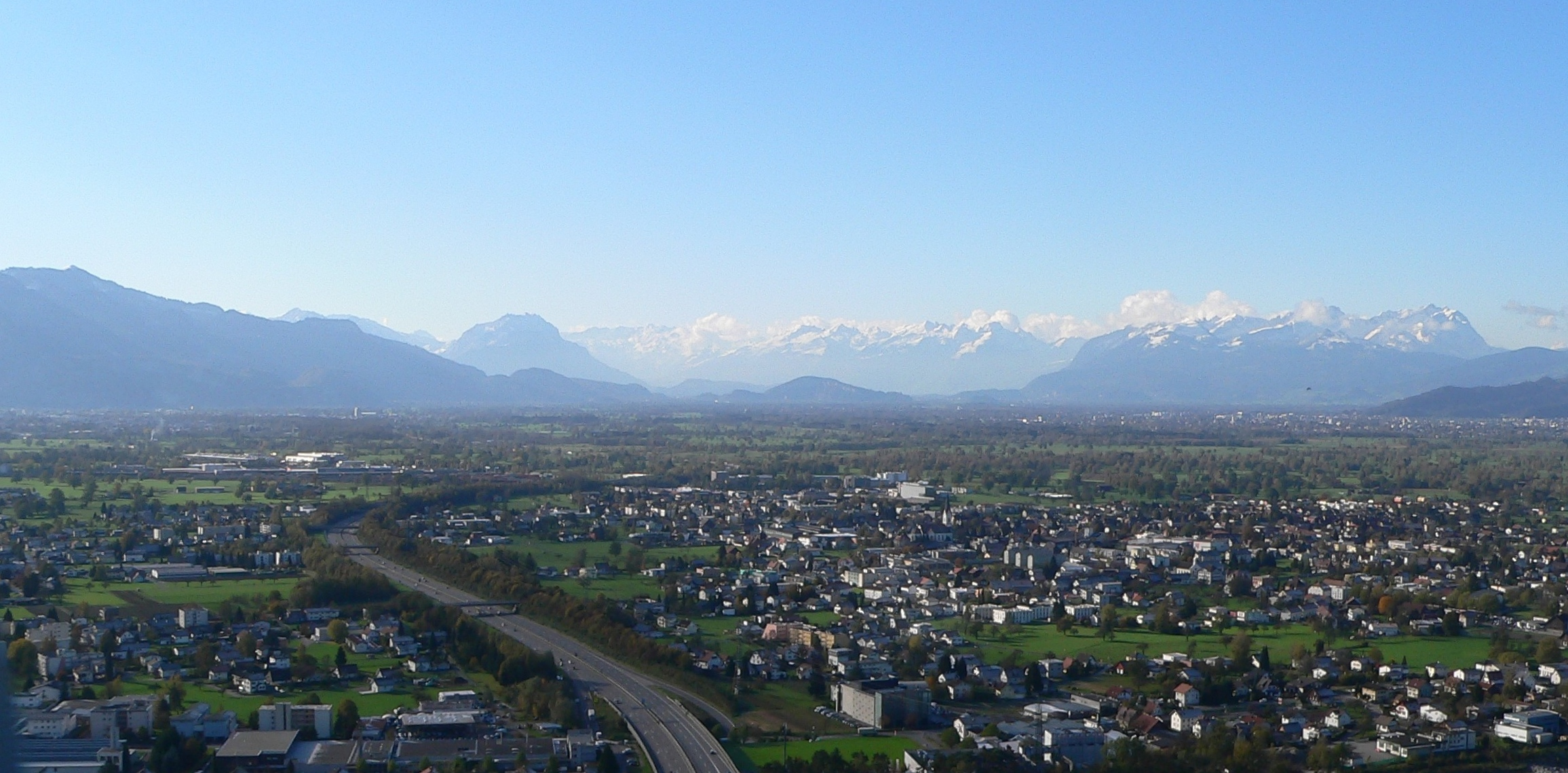
Das Rheintal südlich des Gebhardsbergs
Blick vom Gebhardsberg auf Bregenz